# Shaun the Sheep (televisieserie)
Shaun the Sheep (Nederlands: Shaun het Schaap) is een Britse geanimeerde stop-motionkinderserie. Voor de animatie werd gebruik gemaakt van claymation. Dit is een vorm van stop-motion-animatie waarbij de geanimeerde figuren gemaakt zijn van een kneedbaar materiaal, zoals klei of plasticine.
De bedenker en maker van deze serie, Nick Park, is vooral bekend door de eerdere productie van onder meer Wallace & Gromit, waarin Shaun ook voor het eerst verschijnt. Eind 2008 won de aflevering Still Life een Internationale Emmy Award in de category “Children and Young People”. De afleveringen duren gemiddeld 7 minuten.
De serie telt 5 seizoenen met een totaal van 150 afleveringen. De Nederlandse versie ging in juni 2007 in première op Nickelodeon. Sinds 21 december 2013 wordt de serie uitgezonden op Ketnet. De serie werd ook herhaald bij VPRO (Zappelin). In 2015 verscheen de langspeelfilm Shaun the Sheep.

## Verhaal
Shaun is een intelligent schaap, dat iedere keer kleine avonturen beleeft op de boerderij waar hij woont. Shaun is geen kuddedier, zoals de andere schapen en komt hierdoor regelmatig in bijzondere situaties terecht, samen met de boerderijhond Bitzer, de drie ondeugende biggen of de kudde.

## Personages

### Hoofdpersonages
- Shaun: Shaun is jong en intelligent. Hij probeert de kudde vaak te redden van een probleem, maar veroorzaakt ze soms ook zelf. Ook brengt hij de schapen in grappige situaties.
- Bitzer: De schaapshond. Heeft de controle over de schapen. Is een typische hond.
- Timmy: Het kleinste schaap van de kudde. Is erg nieuwsgierig, maar ook intelligent. Heeft altijd een speen in zijn mond.
- Shirley: Een erg dik en groot schaap, dat vaak als trampoline of kussen wordt gebruikt. Staat altijd op gras te kauwen en ze eet bijna alles.
- De ondeugende varkens: Deze drie varkens zijn erg ondeugend en houden niet van de schapen of Bitzer. Ze vallen aan als de schapen uit hun hok komen.
- De kudde: Deze grote kudde schapen is erg nieuwsgierig en belandt zo in grappige situaties.
- De boer: Hij is de baas van alle dieren op de boerderij en een beetje dom.
- Timmy's moeder: Zij is de moeder van Timmy, daarnaast is het het enige schaap met een oranje vacht.

### Andere personages
- Pidsley: Zij is een oranje kat en was de tegenstander van Shaun in de aflevering: Timmy over z’n toeren.
- De mol: In de aflevering Wie Is De Mol pestte dit kleine stoute molletje Shaun. Op het einde van de aflevering was zijn moeder ook te zien.
- De muis: De ondeugende varkens hadden in de aflevering Niet pluis dit muisje in een handschoen gedaan om de schapen bang te maken.
- De eend: Een eend die in de aflevering Bath time in het ijskoude bad viel. Shaun bedacht toen een plan en gooide de reddingsboei in het water om hem te redden. Toen de eend bovenkwam, was hij helemaal bevroren.

## Seizoenen
| Seizoen | Eerste uitzending                   | Afleveringen | Aantal |
| ------- | ----------------------------------- | ------------ | ------ |
| 1       | 5 maart 2007 - 14 september 2007    | 1 - 40       | 40     |
| 2       | 23 november 2009 - 17 december 2010 | 41 - 80      | 40     |
| 3       | 25 februari 2013 - 21 maart 2013    | 81 - 100     | 20     |
| 4       | 3 februari 2014 - 19 december 2014  | 101 - 130    | 30     |
| 5       | 5 september 2016 - 18 november 2016 | 131 - 150    | 20     |
| 6       | 16 maart 2020 - 16 maart 2020       | 151 - 170    | 20     |

## Shaun het Schaap op tv
- Verenigd Koninkrijk - CBBC
- Verenigde Staten - Disney Channel, Toon Disney
- Nederland - Nickelodeon Nederland, Nick Jr. (Nederland), Zappelin (VPRO), NPO Zappelin Extra
- België - Nickelodeon Vlaanderen, Nick Jr. (Vlaanderen), Ketnet, RTBF
- Duitsland - Kika, WDR
- IJsland - Sjónvarpið
- Frankrijk - Disney Channel, TF1 (TFou)
- Spanje - Nickelodeon
- Catalonië - Canal Super3
- Portugal - Disney Channel, RTP2
- Italië - Disney Channel, Rai Due
- Japan - Disney Channel, NHK
- Azië - Disney Channel
- Zuid-Korea - Disney Channel, EBS
- Litouwen - Lithuanian National Radio and Television
- Hongkong - Disney Channel, TVB Pearl
- Ierland - RTÉ Two
- Estland - ETV
- Iran - Tehran tv
- India - Nickelodeon
- Finland - YLE
- Israël - Logi
- Latijns-Amerika - Disney Channel
- Mexico - Disney Channel, Once TV
- Noorwegen - NRK
- Saoedi-Arabië - MBC3
- Slovenië - Radiotelevizija Slovenija
- Slowakije - Cartoon Network, STV
- Servië - Fox televizija
- Taiwan - Disney Channel
- Polen - Cartoon Network, TVP1
- Rusland - 2x2
- Turkije - TNT
- Thailand - Disney Channel, ThaiPBS
- Hongarije - Cartoon Network
- Kroatië - HRT
- Letland - TV6 Latvia
- Zweden - SVT
- Roemenië - Cartoon Network
- Zwitserland - TSR, SF
- Singapore - Disney Channel, MediaCorp okto
- Denemarken - Disney Channel, DR1, DR Ramasjang
- Australië - Nick Jr., ABC
- Nieuw-Zeeland - Nickelodeon, TV2
- Canada - Teletoon
- Syrië - Spacetoon
- Bosnië en Herzegovina - RTV
- Oostenrijk - ORF
- Brazilië - Disney Channel, TV Cultura
- Tsjechië - Česká televize, Cartoon Network

## Andere media

### Dvd en blu-ray
Sinds 2009 zijn er 9 dvd's van Shaun het schaap uitgekomen. In Duitsland zijn 5 seizoenen compleet in een luxebox op blu-ray verschenen, dit in tegenstelling tot de dvd's die een selectie bevatten.

### Streaming
Sinds eind 2020 zijn alle seizoenen van Shaun het schaap ook op Netflix te zien. 

### Spel
De Nederlandse speluitgever 999 Games heeft een spel op de markt gebracht met Shaun. Het is een behendigheidsspel voor spelers vanaf 4 jaar.

## Trivia
- ESA stuurde in 2022 een Shaun het schaap-pop in een astronautenoveral mee aan boord van het Orion-ruimteschip tijdens missie Artemis I, een onbemande testvlucht van NASA met een Europese bijdrage die om de Maan leidde.[3]